# گاما مگس جنوبی
گاما مگس جنوبی یک ستاره است که در صورت فلکی مگس جنوبی قرار دارد.